# Université de Mongolie-Intérieure
L'université de Mongolie-Intérieure (mongol bichig : ᠥᠪᠥᠷ
ᠮᠣᠩᠭᠣᠯ‍ᠤᠨ
ᠶᠡᠬᠡ
ᠰᠤᠷᠭᠠᠭᠤᠯᠢ ; mongol cyrillique : Өвөр Монголын Их Сургууль, translittération : Öbör mongɣol‍-un yeke surɣaɣuli ; chinois simplifié : 内蒙古大学 ; chinois traditionnel : 內蒙古大學 ; pinyin : nèimēnggǔ dàxué) est une université fondée en 1957, dont le siège est situé dans la ville-préfecture de Hohhot, situé Mongolie-Intérieure. Elle comprend également deux antennes à Ordos, au Sud de la Mongolie-Intérieure ainsi qu'à Manzhouli (Hulunbuir) à l'Est de la Mongolie-Intérieure,

## Personnalités notables
- Chinggeltei, un des fondateurs, linguiste, spécialiste des langues mongoles.